# ナカムレラ属
ナカムレラ属（Nakamurella）は真正細菌の放線菌門放線菌綱ナカムレラ目ナカムレラ科の属の一つである。

## 概要
属名は、この細菌の発見者の一人である日本の微生物学者の中村和憲に因んで名づけられた。細胞は球形（直径0.8～3.0μm）で、単独で、又は複数体でクラスターを形成して存在する。 対数増殖期初期に細胞の中心に細胞壁構造が形成され、後期になると多数の隔壁が出現する。運動性は無く、胞子や鞭毛は形成しない。グラム陽性。酸素を最終電子受容体とする厳密に呼吸型の代謝を行う好気性化学有機栄養細菌である。増殖率は低い。寒天培地でのインキュベーションの10日後に、目視可能なコロニーは寒天培地表面に出現する。カタラーゼ陽性且つオキシダーゼ陰性。細胞壁のペプチドグリカンには、meso-ジアミノピメリン酸が含まれる。主要なキノンはMK-8(H4)であり、主要な脂肪酸はiso-C16:0、iso-C15.0、及び C18:1である。DNAのGC含量は67.5mol%であり、この細菌はグラム陽性菌の高GC含量グループに位置づけられる。系統発生学的にフランキア属（Frankia）に最も近縁である。

## 種

### ナカムレラ・マルチパーティタ（Nakamurella multipartita）
"multipartita"は、ラテン語で「多い」を意味する形容詞"multus"と、「分割する」を意味する動詞"partitre"を組み合わせた造語であり、細胞内部が多数の隔壁によって区切られていることに由来する。コロニーは、増殖初期では、円形、平滑、凸状、白色である。インキュベーションの約2週間後にコロニーはクリーム色に変化する。最適な生育条件は温度25℃且つpH7.0である。7%以上の塩化ナトリウム濃度では生育しない。倍加時間は、液体培地で約11時間である。この細菌の特徴として、細胞の多糖含有量が非常に高い場合があり、培養条件によっては50%[wt/wt]を超えることが確認されている。カタラーゼ陽性且つオキシダーゼ陰性である。生育に良好な炭素源は糖類とアルコール類であり、d-キシロース、d-グルコース、d-フルクトース、d-マンノース、d-ガラクトース、スクロース、マルトース、ラクトース、マンニトール、ソルビトール、グリセロール、エタノール、プロパノールが含まれる。デンプン、ピルビン酸、アラニン、グルタミン酸、グルタミン、及びヒスチジンも利用する。但し、グリコーゲン、メタノール、酢酸、リンゴ酸、コハク酸、アルギニン、アスパラギンは利用しない。好気条件の流加培養槽でインキュベートした活性汚泥にて発生する。
タイプ株はY-104T(=ATCC 700099T、=CIP 104796T、=DSM 44233T、=JCM 9543T)である。この株の16S rRNA遺伝子配列のGenBank/EMBL/DDBJアクセッション番号はY08541である。

### Nakamurella flavida
種名は、ラテン語で「淡黄色」を意味する女性形容詞である。グラム陽性及び偏性好気性の直径0.6～1.2μmの球菌である。NA培地で25℃、10日間培養したコロニーは直径1.0～1.8mmの光沢のある淡黄色の平滑な円形凸状である。生育温度範囲は4～32℃であり、33℃以上では生育しない。生育pH範囲は5.0～8.5であり、最適範囲は6.0～7.0であり、4.5以下又は9.0以上では生育しない。NaClの非存在下で生育し、5%(w/v)を超えるNaCl存在下では生育しない。GC含量は72.6mol%である。タイプ株はDS-52T(=KCTC 19127T、=CIP 108919T)である。この株の16S rRNA遺伝子配列のGenBank/EMBL/DDBJアクセッション番号はDQ321750である。

### Nakamurella lactea
種名はラテン語で「ミルク色の」を意味する男性形容詞である。好気性、グラム陽性、オキシダーゼ陰性、カタラーゼ陽性、非菌糸形成性、非運動性の短桿菌(0.4～0.7×0.9～1.0μm)である。コロニーはクリーム色、円形、平滑、凸状で、生育すると直径0.5～1.0mmに達する。生育条件は温度4～37℃且つpH5.1～9.1且つNaCl濃度3%未満である。0℃以下又は42℃以上、及びpH4.1以下又はpH10.1以上及びNaCl濃度4%以上で生育しない。GC含量は74.3mol%である。タイプ株のDLS-10T(=KCTC 19285T、=DSM 19367T)である。この株の16S rRNA遺伝子配列のGenBank/EMBL/DDBJアクセッション番号はAM778124である。

### Nakamurella silvestris
種名はラテン語で「森林由来の」を意味する女性形容詞である。タイプ株はS20-107T(=DSM 102309T、=LMG 29427T)である。グラム陽性の非運動性桿菌である。R2A寒天培地で培養したコロニーはクリーミーな白色、円形、凸状であり、完全で明瞭な縁があり、粘液を分泌する。20℃で培養した2日後のコロニーは0.8～0.9×2.1～2.6µm、4日後のコロニーの直径は 0.6mmである。フレキシルビン（Flexirubin）とカロテノイド色素は無い。好気的又は微好気的条件で生育し、嫌気的条件では生育しない。R2A寒天培地、NA培地、TSA培地で培養ができる。生育条件は、R2Aブイヨン又は寒天プレートで温度0～30℃（最適20～30℃）且つpH6–9（最適pH6–7）且つNaCl濃度0–3% (w/v)（最適0–1%）である。35℃以上では生育しない。タイプ株はS20-107T(=DSM 102309T、=LMG 29427T)である。この株の16S rRNA遺伝子配列のGenBank/EMBL/DDBJアクセッション番号はKP899234である。DNAのGC含量は70.5mol%である。

### Nakamurella intestinalis
種名は、ラテン語で「腸に関連する」を意味する女性形容詞である。好気性、グラム陽性、カタラーゼ陽性及びオキシダーゼ陰性の短桿菌（幅0.8～1.0µm、長さ1.2～1.8µm）である。28℃のR2A寒天培地で3日間培養したコロニーは白色円形である。生育条件は温度4～35℃（最適28～30℃）且つpH 6.0～9.0（最適7.0）且つNaCl濃度5%(w/v)以下で生育する。7%以上では生育しない。DNAのGC含量は64.6mol%である。タイプ株は63MJ-1T(=KACC 18662T、=NBRC 111844T)である。この株の16S rRNA遺伝子配列のGenBank/EMBL/DDBJアクセッション番号はKU379671である。

### Nakamurella deserti
種名は、ラテン語で「砂漠」を意味する名詞である。グラム陽性、好気性、非運動性、非胞子形成性、カタラーゼ陽性及びオキシダーゼ陰性の球菌（直径0.9～1.3µm）である。R2A寒天培地で培養したコロニーは円形、平滑、不透明、淡黄色で、粘液を分泌する。ISP 2寒天培地、ISP 3寒天培地、TSA培地、R2A寒天培地、栄養寒天培地、LB寒天培地で良好に培養できる。ISP 4寒天培地、ISP 5寒天培地、ISP 7寒天培地では困難である。生育条件は温度8～35℃（最適28～30℃）且つpH6.0～9.0（最適7.0）且つNaCl濃度0～3%（w/v、最適0%）である。DNAのGC含量は72.1mol%である。タイプ株は12Sc4-1T(=KCTC 49114T、=CGMCC 1.16555T)である。この株の16S rRNA遺伝子配列のGenBank/EMBL/DDBJアクセッション番号はMH244160である。

### Nakamurella endophytica
"endophytica"は、ギリシャ語で「内部の」を意味する前置詞"endo"と、ギリシャ語で「植物」を意味する名詞"phyton"と、ラテン語で「属している」を意味する形容詞的接尾語"-ica"を組み合わせた造語であり、この細菌が植物組織から発見されたことに由来する。グラム陽性、好気性、カタラーゼ陽性の直径0.8～1.2μmの球菌である。栄養菌糸及び気菌糸は観察されず、拡散性色素は生成しない。ISP 2寒天培地で培養されたコロニーは円形平滑であり、全体が鮮やかな橙黄色である。ISP 2寒天培地、ISP 3寒天培地、及びR2A寒天培地で良好に培養できる。TSA培地、ISP 7寒天培地、及び栄養寒天培地では困難であり、ISP 4寒天培地又はISP 5寒天培地では不可能である。生育条件は温度20–37℃(最適28–30℃)且つpH5.0–9.0(最適7.0)且つNaCl濃度0–2%[w/v](最適0%)である。8℃以下又は45℃以上、pH4.0以下又はpH10.0以上では生育しない。タイプ株は2Q3S-4-2T(= DSM 100722T、= CGMCC 4.7308T)である。この株の16S rRNA遺伝子配列のGenBank/EMBL/DDBJアクセッション番号はKT971019である。DNAのGC含量は67.8 mol%である。

### Nakamurella antarctica
種名は、ラテン語で「南極の」を意味する女性形容詞である。グラム陽性、オキシダーゼ陰性、カタラーゼ陽性、偏性好気性、非運動性、非胞子形成性、直径0.3～0.6µmの球菌である。コロニーは、R2A寒天培地で20℃で5日後に現れ、淡黄色、円形、平滑、凸状である。R2A寒天培地、NA培地、TSB培地、MB寒天培地でなら20℃で培養可能であるが、マッコンキー寒天培地では不可能である。生育条件は温度4～28℃（最適20℃）且つpH 5.0～8.0（最適pH 7.0）且つNaCl濃度0～5%(w/v)（最適0%）である。Tween 40及び60を加水分解するが、Tween 20、Tween 80、キチン、カルボキシメチルセルロース、カゼイン、デンプン、キサンチン、及びヒポキサンチンの加水分解能は持たない。エステラーゼ（C4）、エステラーゼリパーゼ（C8）、ロイシンアリールアミダーゼ、バリンアリールアミダーゼ、α-グルコシダーゼ、ナフトール-AS-BI-ホスホヒドロラーゼ、及びβ-ガラクトシダーゼの活性試験では陽性反応を示す。一方、アルカリホスファターゼ、リパーゼ（C14）、シスチンアリールアミダーゼ、トリプシン、酸性ホスファターゼ、α-キモトリプシン、α-ガラクトシダーゼ、β-グルクロニダーゼ、β-グルコシダーゼ、N-アセチル-β-グルコサミニダーゼ、α-マンノシダーゼ、β-フコシダーゼの活性試験では陰性を示す。硝酸塩還元、β-ガラクトシダーゼ活性、エスクリン加水分解、及びフォーゲスプロスカウエル試験で陽性結果を示す。アルギニンジヒドロラーゼ、リジンデカルボキシラーゼ、オルニチンデカルボキシラーゼ、ウレアーゼ、トリプトファンデアミナーゼ、及びゼラチナーゼ活性は示さない。クエン酸の利用、硫化水素及びインドールの生成、並びにグルコースの発酵は行わない。アラビノース、アジピン酸、カプリン酸、グルコース、マンノース、マンニトール、リンゴ酸、N-アセチルグルコサミン、グルコン酸カリウム、フェニル酢酸、及びクエン酸三ナトリウムの同化能、並びにアミグダリン、アラビノース、マンニトール、メリビオース、イノシトール、ソルビトール、スクロース、及びラムノースの酸化能は持たない。主要な呼吸キノンは MK-8(H4)であり、主要な細胞脂肪酸はC16:1ω7c及び/又はC16:1ω6c)並びにC16:0で構成される。主要な極性脂質はホスファチジルエタノールアミンとジホスファチジルグリセロールで、他の微量極性脂質としてリン脂質、脂質、アミノリン脂質、及びリン糖脂質が検出される。細胞壁ペプチドグリカンにはジアミノ酸としてmeso-ジアミノピメリン酸が含まれており、全細胞糖はラムノース、リボース、グルコースである。DNAのGC含量は61.6mol%である。タイプ株はS14-144T(=CCTCC 2015345T、=KCTC 39796T)である。この株の16S rRNA遺伝子配列のGenBank/EMBL/DDBJアクセッション番号はKX260107及びCP034170である。

### Nakamurella flava
種名は、ラテン語で「黄色」を意味する女性形容詞であり、この細菌のコロニーの色に由来する。グラム陽性、好気性の球菌（直径1.0～1.8µm）である。栄養菌糸体及び気菌糸体は観察されず、拡散性色素は生成されない。ISP 2寒天上のコロニーは鮮やかな橙黄色の平滑な円形である。ISP 2寒天培地、ISP 4寒天培地、TSA培地、NA培地、R2A寒天培地で良好に培養できる。生育条件は温度10～37℃（最適30℃）且つpH5.0～10.0（最適6.0～7.0）且つNaCl濃度0～5%（w/v、最適0%）である。4℃以下、45℃以上、pH4.0以下、又はpH11.0以上では生育しない。DNAのGC含量は71.6mol%である。タイプ株はN5BH11T(=KCTC 49196T、=CGMCC 4.7524T)である。この株の16S rRNA遺伝子配列のGenBank/EMBL/DDBJアクセッション番号はMK898814である。

### Nakamurella aerolata
"aerolata"は、ギリシャ語で「空気」を意味する男性名詞"aêr"と、「運ばれた」を意味する過去分詞"lata"を組み合わせた造語であり、「風媒性の」「大気中の」を意味する形容詞である。白色、好気性、グラム陽性の桿菌である。生育条件は温度10～35℃且つpH 6.0～9.0且つNaCl濃度0～5.0% (w/v)である。主要な極性脂質にはジホスファチジルグリセロールとホスファチジルイノシトールが含まれており、呼吸キノンは唯一MK-8(H4)のみであり、細胞壁ペプチドグリカンのジアミノ酸としてmeso-ジアミノピメリン酸が検出され、主要な脂肪酸はanteiso-C15:0、anteiso-C17:0、iso-C16:0、iso-C15:0、及びC16:0である。DNAのGC含量は69.5mol%である。タイプ株はDB0629T(= KCTC 72726T、= NBRC 114624T)である。この株の16S rRNA遺伝子配列のGenBank/EMBL/DDBJアクセッション番号はKP326326である。

### Nakamurella leprariae
種名は、この細菌が地衣類のLepraria sp.から発見されたことに由来する。グラム陽性、好気性、カタラーゼ陽性、オキシダーゼ陰性、及び非運動性の球菌である。コロニーは円形、凸状、平滑な明るいオレンジ色の黄色である。生育条件は温度10～40℃(最適28℃)、pH6.0～11.0(最適pH7.0)、NaCl濃度0～4%(最適0%)である。主要な極性脂質はジホスファチジルグリセロール、ホスファチジルエタノールアミン、及びホスファチジルイノシトールで、主要なメナキノンはMK-8(H4)で、主要な脂肪酸はanteiso-C17:0、iso-C15:0及びiso-C16:0である。細胞壁ペプチドグリカンのジアミノ酸としてメソジアミノピメリン酸が、全細胞糖の構成糖としてマンノース、リボース、グルコース、及びラムノースが検出される。ゲノムDNAのGC含量は72.4mol%である。タイプ株はYIM 132084T(= CGMCC 4.7667T、= NBRC 114280T、= KCTC 49367T)である。この株の16S rRNA遺伝子配列のGenBank/EMBL/DDBJアクセッション番号はMZ050064である。

## 歴史
- 1996年に、多木化学株式会社のYoshimiやコニシ株式会社のHiraishi、産業技術総合研究所生命工学工業技術研究所のNakamuraらは、廃水処理により生み出される活性汚泥から、有機物を効率的に処理する能力を持つと期待できる多糖蓄積グラム陽性菌のスクリーニングによって新種細菌を発見したことを報告した[3]。このとき、この細菌はMicrosphaera multipartitaと名付けられ、新属としてMicrosphaeraが提案された。同年、Raineyらは、この属を含む新科Microsphaeraceaeを提案した[26]。
- 1996年の属及び科の命名が真菌の国際命名規則に反していたため、科名はナカムレラ科（Nakamurellaceae）、属名はナカムレラ属に変更するようTaoらによって2004年に提案された[1]。このとき唯一属していた種もナカムレラ・マルチパーティタ（Nakamurella multipartita）に名称変更された。
- 2012年にKimらは、2007年に発見されたHumicoccus flavidusをNakamurella flavidaに、並びに2008年に発見されたSaxeibacter lacteusをNakamurella lacteaに変更した[18]。
- 2014年に、この属をタイプ属とするナカムレラ目（Nakamurellales）が提案された[27]。
- 2016年にTuoらは、メヒルギ(Kandelia candel)の樹皮を表面滅菌したものからNakamurella endophyticaを発見したことを報告した[14]。同年、伊アルプスの南チロルの高度勾配の森林土壌でNakamurella silvestrisが発見されたことが報告された[24]。
- 2017年にKimらは、韓国全羅北道鎮安郡で採集されたカヤキリ（Pseudorhynchus japonicus）の新鮮な糞からNakamurella intestinalisを発見したことを報告した[20]。
- 2018年にLiuらは、中国新疆ウイグル自治区のタクラマカン砂漠で採取されたReaumuria属植物の根圏からNakamurella desertiを発見したことを報告した[12]。
- 2019年にDaらは、南極大陸のサウス・シェトランド諸島で採取した土壌でNakamurella antarcticaを発見したことを報告した[10]。
- 2019年にRui Yanらは、中国貴州省で採取されたタイワンハッカ(Mentha haplocalyx Briq.)の表面滅菌サンプルからNakamurella flavaを発見したことを報告した[16]。
- 2021年にChaudharyらは、韓国で収集されたカーエアコンのエバポレーターにてNakamurella aerolataを発見したことを報告した[7]。
- 2022年にAnらは、中国雲南省で採取された地衣類のLepraria sp.からNakamurella leprariaeを発見したことを報告した[22]。

## 系統発生
現在認められている系統発生体系は、'The All-Species Living Tree' Projectによる16S rRNA-based LTP release 123に基づく。

|  | N. panacisegetis                                         |
|  |                                                          |
|  | \| \| N. flavida \| \| \| \| \| \| N. lactea \| \| \| \| |
|  |                                                          |
|  | N. flavida                                               |
|  |                                                          |
|  | N. lactea                                                |
|  |                                                          |

|  | N. flavida |
|  |            |
|  | N. lactea  |
|  |            |